# ونکی
ونکی (به فرانسوی: Vennecy) یک کمون در فرانسه است که در Canton of Neuville-aux-Bois واقع شده‌است.

## خصوصیات
ونکی ۱۱ کیلومترمربع مساحت و ۱٬۳۶۲ نفر جمعیت دارد.